# 홍경주 초상·유지초본 및 함
홍경주 초상·유지초본 및 함(洪景舟 肖像·油紙草本·函)은 대한민국 경기도 용인시, 경기도박물관에 있다. 2017년 12월 21일 경기도의 유형문화재로 지정되었다.

## 지정 이유
자연스런 전신표현, 섬세한 안면묘사와 단령과 족좌대 등의 적절한 설치 등으로 제작 당시 최고의
기량을 지닌 화가의 작품이다.
16세기 정국공신의 도상적 특징 및 임모 당시 (18~19세기) 초상화 화풍을 보여주고 있어 회화사적 가치가 크다.
유지초본, 목함은 초상화의 제작과정과 보관 상황을 알려주는 중요한 자료이다.

## 참고 자료
- 홍경주 초상·유지초본 및 함 - 국가유산청 국가유산포털